# جوش فيشر
جوش فيشر (بالإنجليزية: Josh Fisher)‏ هو مهندس وعالم حاسوب أمريكي، ولد في القرن العشرين.